# Воскресенське (Саратовська область)
Воскресенське — село в Росії, центр Воскресенського муніципального району Саратовської області.
Населення 3 235 осіб (2002).

## Географія
Село розташоване за 98 км на схід від Саратова на березі Волги.

## Історія
Перше поселення на території сучасного села Воскресенське виникло в середині XVI століття. Його заснувала на зворотному шляху частина учасників експедиції купця Никонова, яка була здійснена по Волзі до Каспію і Ірану. Відомі навіть імена деяких засновників поселення (спочатку це був постійний сторожовий пост). В 1568 році на території, що примикає до ярів Змієвої гори, сталася лісова пожежа. На ній поселенці стали вирощувати зернові та інші сільськогосподарські культури. В Приписний книзі за 1580 рік говориться про те, що селу дано офіційну назву.
В 90-х роках XVII століття Воскресенський монастир Московського повіту клопотав про відведення йому «на річці Волзі в Змієвих горах, дикого поля», і в 1699 року запит було задоволено…" Московські монастирі володіли берегами Волги, Терешки, а місцевості, віддалені від Волги, представляли «дике поле», ніким не заселене або знаходилося у володінні небагатьох, що залишилися тут більш древніх мешканців краю: татар і чувашів. У той же час сюди стікаються переселенці-селяни: набрід із злочинців, розбійників і селян-кріпаків, для яких скасування Юр'єва дня послужила поштовхом до переселення на дикі поля південно-східній околиці Московської держави. Пізніше до них приєднуються розкольники, які тікали від переслідувань петровського часу і подвійного подушного податку.
На цьому місці утворилося с. Воскресенське (Троїцьке, Змієві гори), населене селянами, переведеними зі старих вотчин монастиря, і гуляючими людьми.
В 1872 році в с. Воскресенське відкрилося чоловіче земське училище, де навчалося 80 чоловік, в 1879 році відкрито жіноче церковно-парафіяльне училище, де навчалося до 60 дівчаток, яке розміщувалося в церковній сторожці, в 1898 році відкрита лікарня.
23 липня 1928 року село стає центром Воскресенського району Вольського округу Нижньо-Волзького краю (з 1936 року — у складі Саратовської області).